# Heteroconger pellegrini
Heteroconger pellegrini és una espècie de peix pertanyent a la família dels còngrids.

## Hàbitat
És un peix marí, demersal i de clima tropical.

## Distribució geogràfica
Es troba al Pacífic oriental.

## Observacions
És inofensiu per als humans.